# NGC 7797
NGC 7797 је спирална галаксија у сазвежђу Рибе која се налази на NGC листи објеката дубоког неба.
Деклинација објекта је + 3° 38' 3" а ректасцензија 23h 58m 58,8s. Привидна величина (магнитуда) објекта NGC 7797 износи 13,8 а фотографска магнитуда 14,6. NGC 7797 је још познат и под ознакама UGC 12877, MCG 0-1-11, CGCG 382-10, IRAS 23563+0321, PGC 73125.